# 튀튀

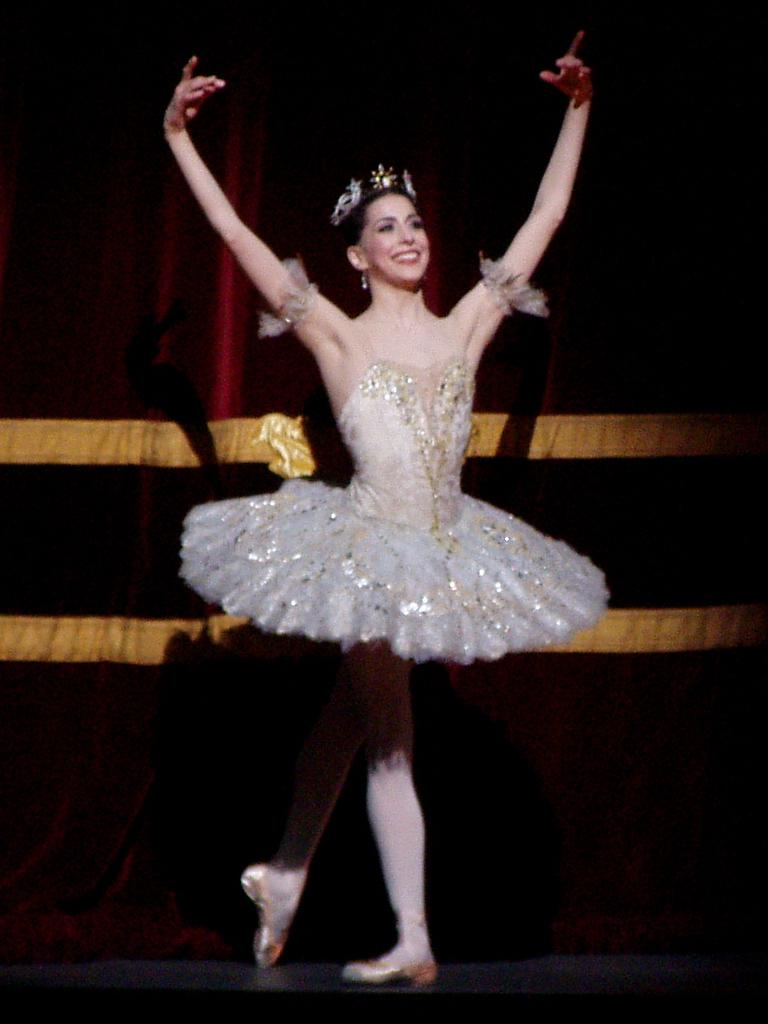
튀튀를 입고 있는 발레리나

튀튀(tutu)는 주로 고전 발레에서 착용되는 스커트 모양의 무대 의상이다. 종종 몸통 부분과 일체로 이용된다.
19세기 초반에 처음 등장한 스커트는 19세기 말에는 지금까지의 종 모양의 로맨틱 드레스가 대신했다. 스커트는 로맨틱 발레에 사용되는 발목 길이의 로맨틱 스커트와 클래식 발레에 사용되는 무릎 길이의 클래식 튀튀로 구분된다. 이 밖에 안무에 의해 요구되는 움직임에 맞게 변형되어 있다.

## 어원
Tutu라는 명칭은 본래는 치마가 아닌 다리 사이를 봉합하는 작은 페티코트를 가리키는 단어이다. 프랑스어로 바보를 의미하는 Cucu로 변하고, 사랑스러운 엉덩이를 가리키는 의미로 변형되어 엉덩이를 의미하는 Tutu라고 불리게 되었다.